# مارار، نیو ساوت ولز
مارار (به انگلیسی: Marrar) یک شهرک در استرالیا است که در نیو ساوت ولز واقع شده‌است.